# Cloniophorus asper
Cloniophorus asper là một loài bọ cánh cứng trong họ Cerambycidae.